# Eicherax simplex
Eicherax simplex là một loài ruồi trong họ Asilidae. Eicherax simplex được Macquart miêu tả năm 1848.